# NonStop (servidores)
NonStop es una serie de servidores introducidos al mercado en 1976 por la empresa Tandem Computers Inc., comenzando con la línea de productos NonStop, a la que siguió la extensión de la línea de productos Hewlett-Packard Integrity NonStop. Actualmente, lo ofrece Hewlett Packard Enterprise desde la división de Hewlett-Packard Company en 2015. Debido a que los sistemas NonStop se basan en un conjunto integrado de hardware y software, HPE también desarrolló el sistema operativo NonStop OS para ellos.
Los sistemas NonStop son capaces de, hasta cierto punto, repararse a sí mismos,  estando equipados con casi todos los componentes redundantes necesarios para solucionar puntos únicos de fallo. Cuándo un componente principal falla, el sistema automáticamente recurre al de respaldo.
Estos sistemas son a menudo utilizados por bancos, bolsas de valores, proveedores de telecomunicación y otras empresas que requieren uptime extremadamente alto.

## Historia
Originalmente introducido en 1976 por Tandem Computers Inc., la fue más tarde adquirida por Compaq (desde 1997), Hewlett-Packard (desde 2003) y Hewlett Packard Enterprise (desde 2015). En 2005 fue introducida la línea de producto actual de servidores HP Integrity "NonStop i" (o TNS/E), basados en microprocesadores Intel Itanium. En 2014 fueron introducidos los primeros sistemas "NonStop X" (o TNS/X), corriendo en el chip Intel x86. Las ventas de los sistemas basados en Itanium acabaron en julio de 2020.
Las primeras aplicaciones para NonStop tuvieron que ser específicamente desarrolladas para la tolerancia a fallos. Aquel requisito fue eliminado en 1983 con la introducción de Transaction Monitoring Facility (TMF), que maneja los  aspectos de tolerancia a fallos en el nivel de sistema.

## Software
NonStop OS es sistema operativo basado en mensajes y diseñado para tolerancia a fallos. Trabaja con pares de procesos y asegura que procesos de respaldo en CPUs redundantes tomen el control en caso de un fallo en un proceso o CPU. La integridad de los datos se mantiene durante ese relevo, no se pierden ni se corrompen transacciones o datos.

El sistema operativo completo está llamado NonStop OS e incluye la capa Guardian, la cual es un componente de bajo nivel del sistema operativo, y la llamada personalidad OSS que corre por sobre esta capa, que implementa una interfaz similar a Unix para usar otros componentes sistema operativo.
El sistema operativo y las aplicaciones están diseñados para soportar el hardware tolerante a fallos. El sistema operativo continuamente monitorea el estado de todos los  componentes, cambiando el control cuando sea necesario para mantener las operaciones. También hay características diseñadas en el software que le permiten a los programas ser escritos como programas disponibles continuamente. Eso se logra utilizando un par de procesos donde uno realiza todo el procesamiento primario y el otro sirve como "copia de seguridad caliente", recibiendo actualizaciones siempre que el primario logra un punto crítico en el procesamiento. Si el primario se detuviera, el de respaldo entra para resumir la ejecución usando la transacción actual.
Los sistemas soportan sistemas de administración de base de datos relacionales como NonStop SQL y bases de datos jerárquicas como Enscribe.

## Hardware
Los ordenadores HPE Integrity NonStop son una línea de  ordenadores de servidor tolerante a fallos basados en la plataforma de procesador Intel Xeon, y optimizados para procesamiento de transacciones. Sus niveles de disponibilidad media observados son de 99.999%. Los sistemas NonStop presentan una arquitectura de procesamiento masivamente paralelo (MPP) y proporcionar escalabilidad lineal. Cada CPU (pueden ser expandidos hasta más de 4000 CPUs) corre su copia propia del OS. Esto es una arquitectura nada compartido — "share nothing", también conocida como multiprocesamiento débilmente acoplado, y no ocurren rendimientos decrecientes a medida que más procesadores son añadidos (ver Ley de Amdahl).
Debido al conjunto de software y hardware integrado y una imagen de sistema única incluso para las configuraciones más grandes, los requisitos de administración del sistema NonStop son bastante bajos. En la mayoría de los despliegues hay un servidor de producción solo, en lugar de una granja de servidores.
La mayoría de clientes también tienen un servidor de copia de seguridad en una ubicación remota para recuperación de desastres. Hay productos estándares para mantener los datos de producción y el servidor de copia de seguridad en sincronización, por ende hay un relevo rápido y no hay pérdida de datos en una situación de desastre en la cual el servidor de producción es inhabilitado o destruido.
HP también desarrolló una línea de servidores de almacén de datos e inteligencia empresarial, HP Neoview, basada en la línea NonStop. Actuaba como servidor de base de datos, proporcionando NonStop OS y NonStop SQL, pero carecía de la funcionalidad de procesamiento de transacciones de los sistemas NonStop originales. La línea fue retirada y ya no se vende desde el 24 de enero de 2011.